# Tour della nazionale maschile di rugby a 15 dell'Irlanda 1995
In preparazione alla Coppa del Mondo di rugby 1995, la Nazionale irlandese di rugby a 15 effettuò un breve tour in Italia per disputarvi un test match contro gli Azzurri, che erano anch'essi nel percorso di approntamento alla competizione mondiale il cui inizio era previsto per fine mese in Sudafrica.
Si trattava del secondo incontro in assoluto tra le due formazioni; l'unico precedente era di sette anni prima a Dublino, risoltosi con la vittoria irlandese per 31-15.
A Treviso l'Irlanda passò subito in vantaggio con due piazzati di Paul Burke, cui rispose Diego Domínguez; a circa metà primo tempo la situazione era pari, 6-6, e la frazione di gara si chiuse con un lieve vantaggio irlandese per 12-9; nella ripresa, dopo il pareggio ancora di Domínguez, fu Paolo Vaccari a rompere l'equilibrio realizzando una meta che, dopo la trasformazione, portò l'Italia avanti di sette punti, che nuovamente Domínguez, autore di 17 punti in gara, portò a 10 per un finale di 22-12 che costituì un passo importante verso la candidatura italiana al Cinque Nazioni, stante la presenza in tribuna dei vertici dell'International Rugby Board.

## Iltest match
| Arbitro: | Tony Spreadbury |

|                              |      |                           |
| 55’ Vaccari                  | mt   |                           |
| 55’ Domínguez                | tr   |                           |
| 13’, 23’, 50’, 71’ Domínguez | c.p. | 5’, 9’, 35’, 40’ P. Burke |
| 39’ Domínguez                | drop |                           |